# تعادل ترمودینامیکی
تعادل ترمودینامیکی، در سامانه‌های ترمودینامیکی، به حالتی گفته می‌شود که در آن، سامانه در حالت تعادل مکانیکی، تعادل شیمیایی و تعادل گرمایی باشد.
وقتی که مختصات ترمودینامیکی یک سامانه به هر طریقی، چه خود به خود و چه به سبب عوامل بیرونی تغییر کنند، گفته می‌شود که سامانه تغییر حالت داده است. هنگامی که حالت یک جسم تغییر می‌کند، معمولاً برهم‌کنش‌هایی میان سامانه و محیط آن رخ می‌دهد. هنگامی که شرایط برای هر سه گونه تعادل مکانیکی، شیمیایی و گرمایی برقرار باشند، اصطلاحاً گفته می‌شود که سامانه در حالت تعادل ترمودینامیکی است. تحت این شرایط هیچ‌گونه گرایشی برای تغییر حالت، نه در سامانه و نه در محیط آن، وجود ندارد.

## تعادل گرمایی
هنگامی که در مختصات سامانه‌ای که در حال تعادل است و از محیط خود با یک دیواره گرمابر جدا شده است هیچ‌گونه تغییر خودبه‌خودی رخ ندهد، تعادل گرمایی وجود دارد. در تعادل گرمایی همۀ بخش‌های یک سامانه در یک دما به‌سر می‌برند و این دما با دمای محیط یکسان است. اگر این شرایط برقرار نباشند، تغییر حالت ایجاد می‌شود که تا برقراری تعادل گرمایی ادامه دارد.

## از دیدگاه انرژی آزاد گیبس
تعادل زمانی برقرار است که G (انرژی آزاد گیبس) کمترین اندازه باشد.